# 福寿寺
福寿寺（ふくじゅじ）は、京都府南丹市にある曹洞宗の寺院。山号は医王山。通称、京都帝釋天（きょうとたいしゃくてん）の名で知られる帝釈天堂を管理している。

## 概要
福寿寺所蔵の「紫雲山小倉寺縁起」が伝える伝承によると、宝亀11年（780年）、和気清麻呂が丹波国船井郡吉富庄舟枝村（現在地）にて帝釈天像を感得し、一宇を建立し、紫雲山小倉寺と称したのが帝釈天堂の始まりであるという。
以来、京都の仙洞御所や園部藩主小出伊勢守等、多くの人々の崇敬を集めてきた。また、近畿地方の庚申信仰の一大拠点であり、江戸時代には「庚申さん」の名で知られていた。現在でも庚申の日には多くの人が参詣する。
帝釈天堂は、福寿寺本坊から離れた山上にあり、山麓から本堂石段下まで約700メートルの間には、「願いの鐘」と呼ばれる鐘が108基、数珠のように連なる。参拝者がそれを1つ1つ静かに打ち鳴らすことによって、帝釈天に願いを聞いてもらう趣旨となっている。境内には庚申にちなんで石像や木像等、猿に関連したものが多い。

## 祭日
- 初庚申 - 毎年最初の庚申の日
- 終い庚申 - 毎年最後の庚申の日
- 大祭 - 春 5月第2日曜 ・ 秋 11月第2日曜

## 境内

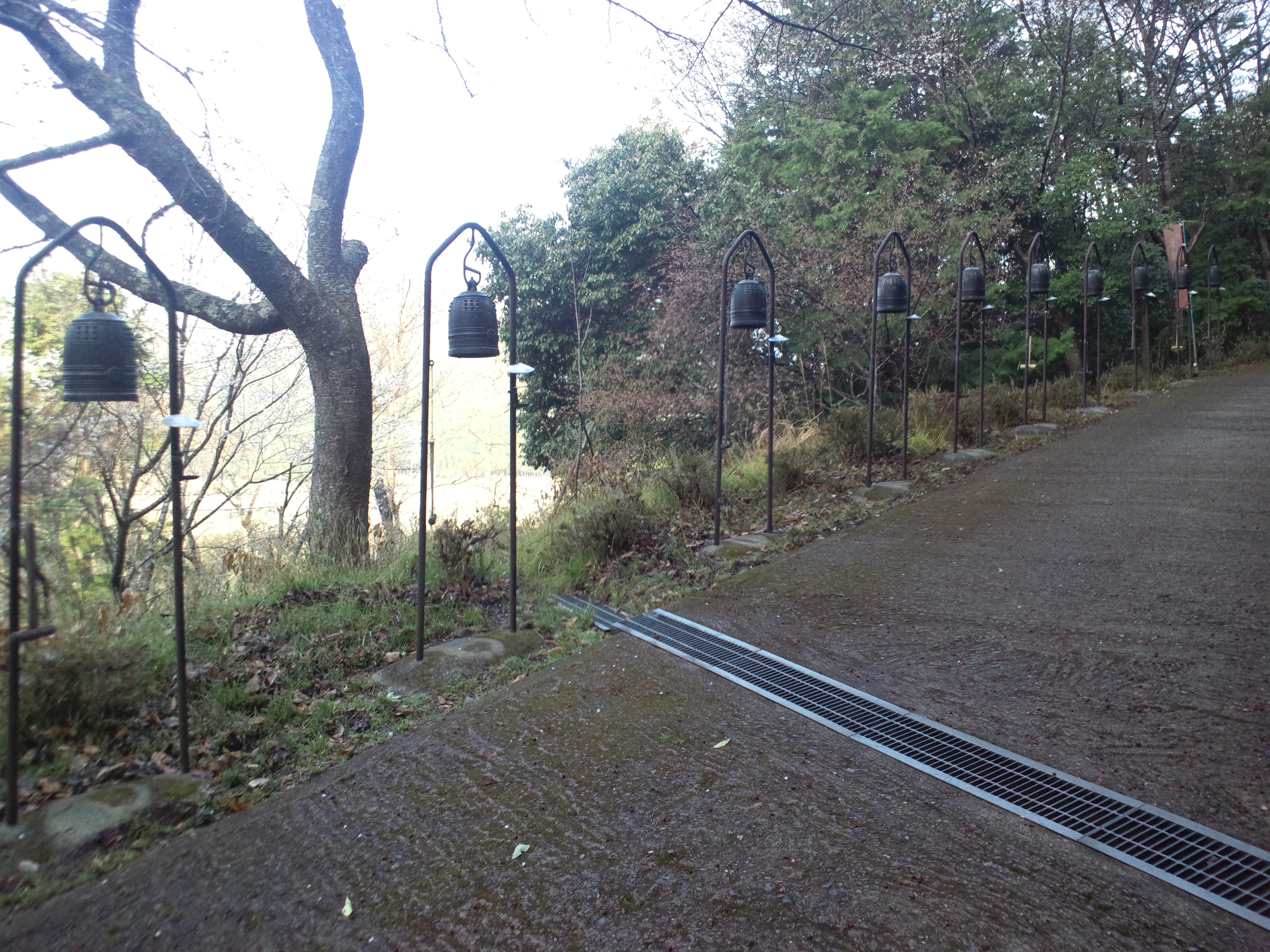
参道（願いの鐘）
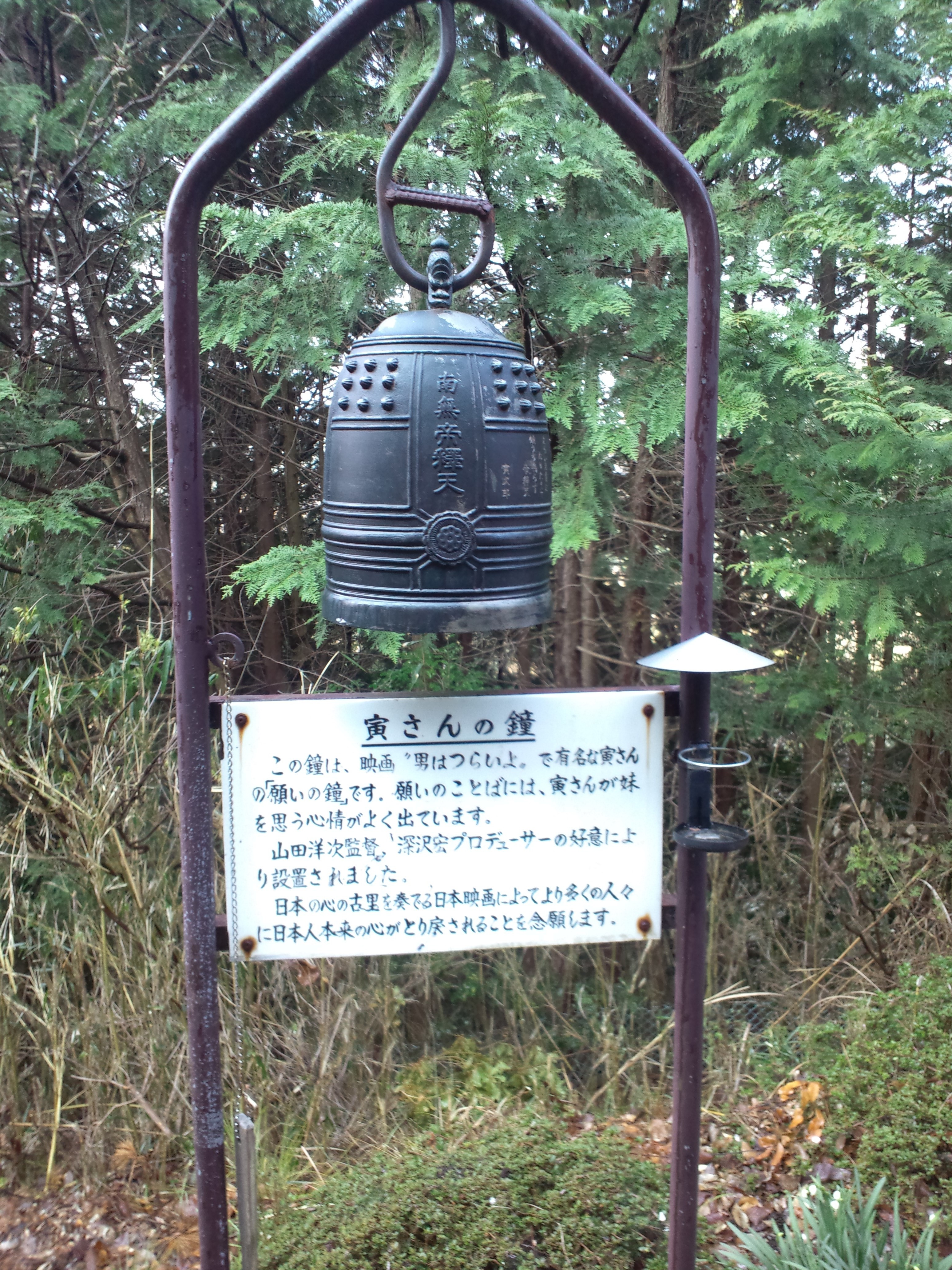
映画「男はつらいよ」・寅さんの鐘
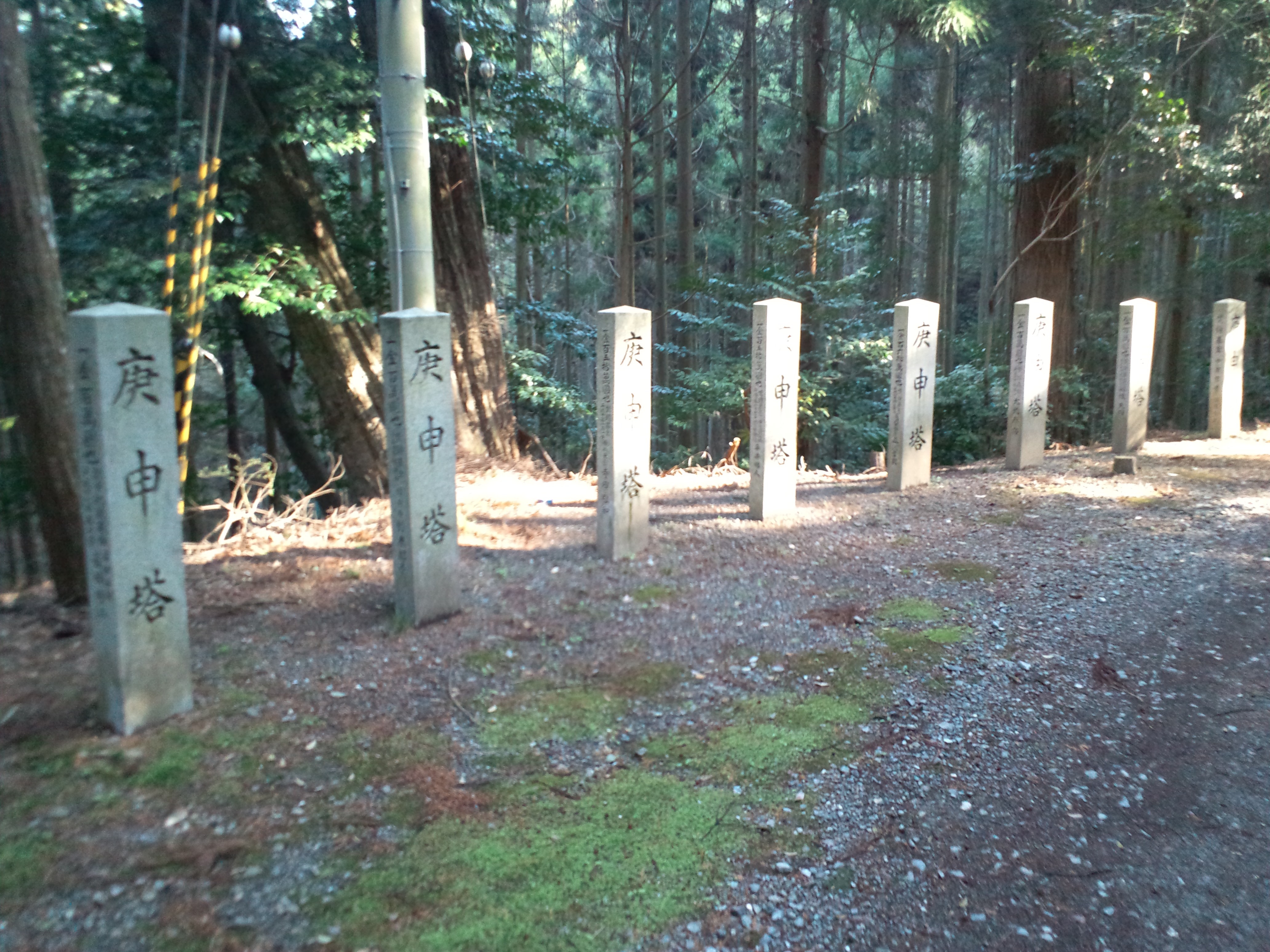
参道（庚申塔）
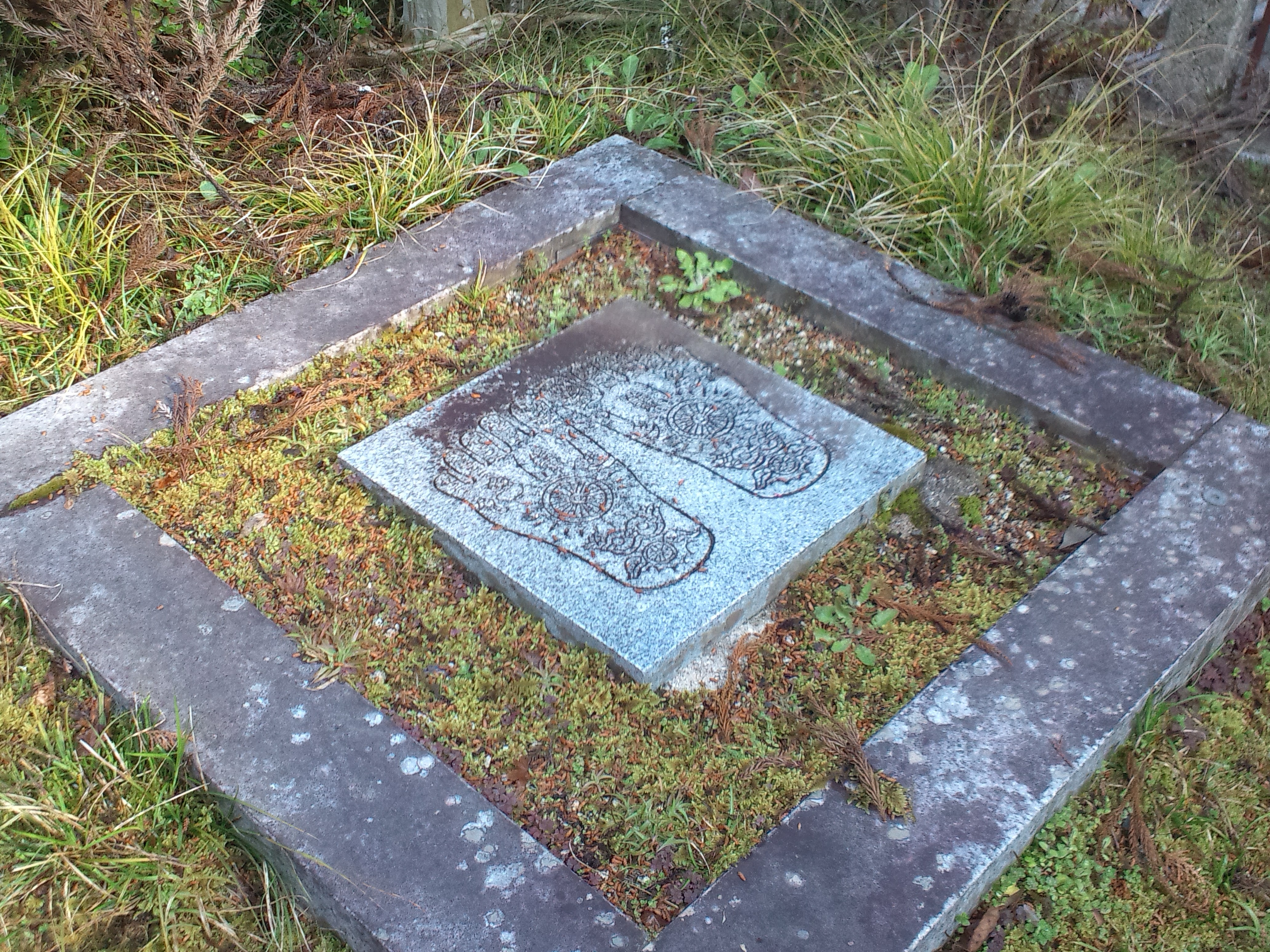
仏足石
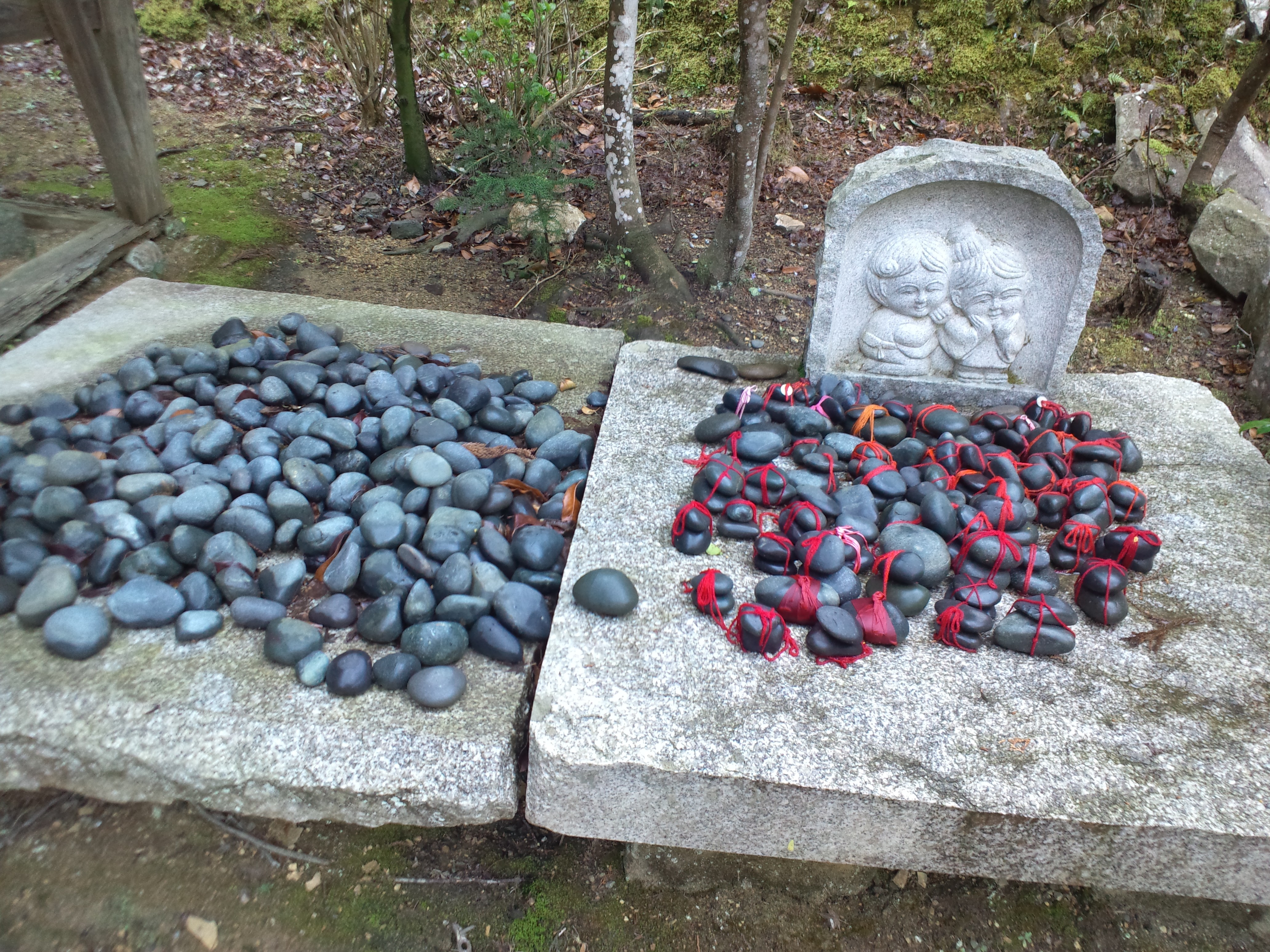
小石結び
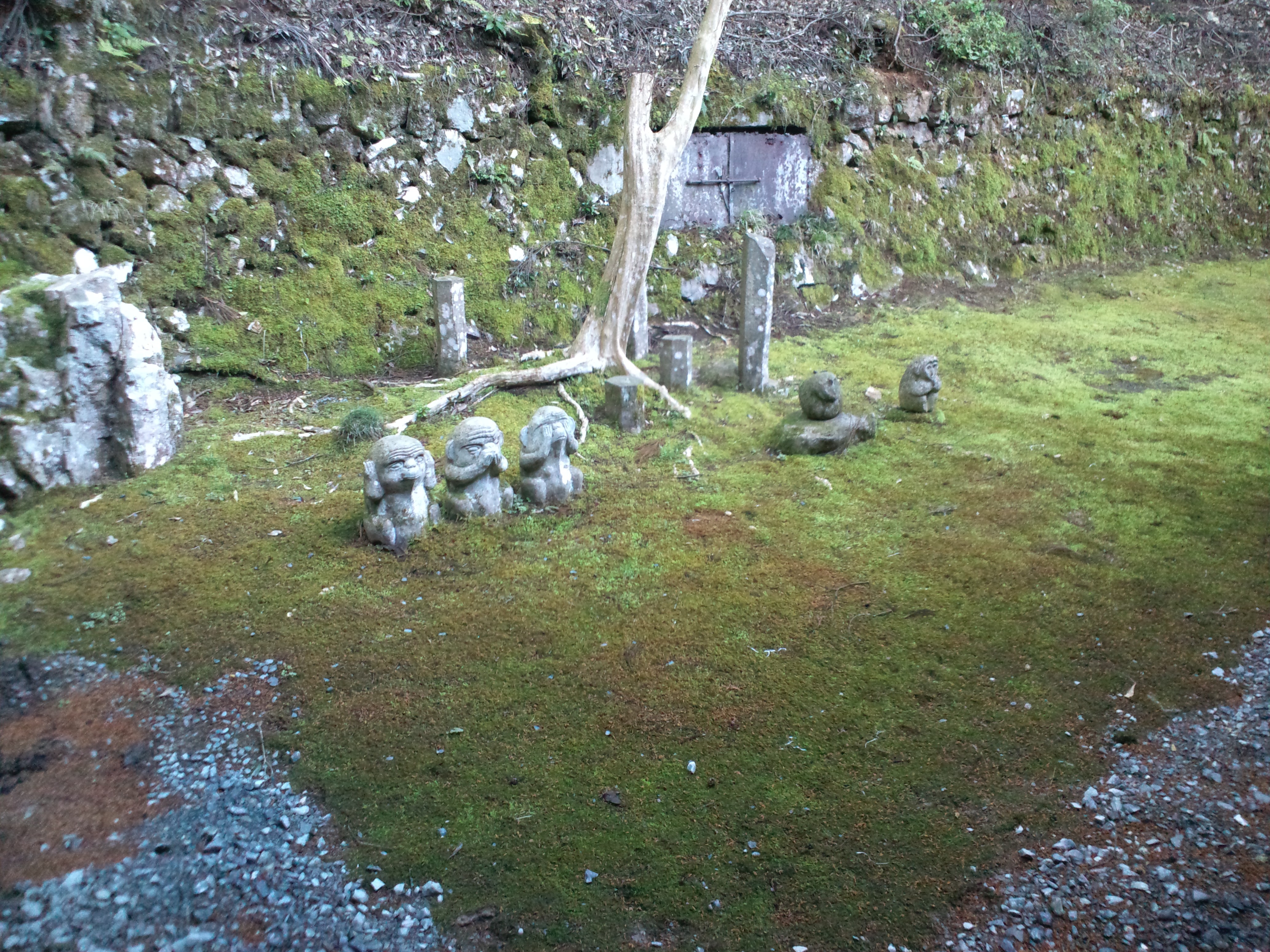
猿の石像